# Composição étnica do Espírito Santo
O censo do IBGE de 2010 revelou que a composição étnica do Espírito Santo é bastante diversificada. Cerca de 1,7 milhão Brancos (48,6%), 1,5 milhão Pardos (42,2%), 293 mil Negros (8,4%) e 0,8% amarelos (21,9 mil) ou Indígenas (9 mil).
A população do estado, assim como no resto do Brasil, foi formada por elementos indígenas, africanos e europeus. O Espírito Santo, no século XIX, contava com uma grande população de origem indígena e africana. Depois da colonização portuguesa, a partir do século XIX o estado recebeu levas consideráveis de imigrantes, na maioria italianos, mas também alemães, portugueses e espanhóis.

## Indígenas
Os índios formaram a maioria da população do Espírito Santo nos primeiros dois séculos de colonização. Havia grande número de índios submetidos à escravidão nessa capitania. Além dos escravos, também havia indígenas nas aldeias dirigidas pelos jesuítas e índios aliados e submetidos aos portugueses. No século XIX, ainda havia uma grande população ameríndia na região. Segundo o censo provincial de 1824, os índios constituíam 16% da população total e 26% da população livre do Espírito Santo. Em 1856, essa proporção havia caído para 12% e 24%, respectivamente. A proporção dos índios na população foi caindo ao longo do século, uma vez que a expansão do café já atraía grande número de pessoas das províncias vizinhas de Minas Gerais e do Rio de Janeiro, de escravos africanos e de imigrantes europeus. Assim, em 1872, os índios eram 9,3% da população livre e 6,7% da população total.
Todavia, não se pode apenas levar em conta o número da população indígena, uma vez que a miscigenação entre homens portugueses e mulheres indígenas foi muito grande no início da colonização e, quando esses filhos mestiços eram integrados às famílias de seus pais, não mais eram contados como indígenas.

## Africanos
A presença de negros deve-se, como em todo resto da federação, ao passado escravocrata. Nota-se a forte presença do negro no estado, desde o século XVI, com as principais concentrações em São Mateus (o maior centro de escravos da capitania), Vitória, Cachoeiro do Itapemirim. Essa concentração predominantemente no litoral onde localizavam-se os latifúndios escravistas, pois no interior, as plantações eram na forma de pequenas propriedades, cultivadas por imigrantes europeus. Segundo alguns historiadores, mesmo após 1850, com a proibição do tráfico, essa região ainda recebeu escravos provenientes do contrabando.
O recenseamento de 1789 mostrou que os escravos africanos compunham 40% da população do Espírito Santo. Em 1824, em uma população de 35 mil habitantes na província, 13 mil (37%) eram escravos. Entre 1830 e 1850, com a expansão da cultura do café, os portos do Espírito Santo eram locais de contrabando de escravos, que iam principalmente para o sul, onde se expandiam as plantações de café, região que também atraía grande número de mineiros e fluminenses com seus escravos, de modo que o número de pessoas escravizadas quase dobrou até 1856 e quase dobrou novamente até 1872. O Espírito Santo era a segunda província com maior proporção de escravos do Brasil, atrás somente do Rio de Janeiro. Com o tempo, a miscigenação e as alforrias fizeram crescer o número de pretos e pardos entre a população livre, ao ponto de, em 1872, 46% dos livres na província serem pretos ou pardos e 45% brancos.
Segundo o censo do IBGE de 2010, 48,6% da população capixaba se declarou de cor parda e 8,4% de cor preta.

## Portugueses
A presença portuguesa no estado remonta ao período da colonização. Como a maioria dos colonos eram homens, se miscigenaram em larga escala com as mulheres indígenas e africanas. Após a independência, o Espírito Santo ainda recebeu um considerável número de imigrantes portugueses. Entre 1812 e 1900, foi computada a entrada de 1.748 portugueses. O primeiro empreendimento de colonização oficial no Brasil se deu em 1812, na capitania, com a vinda de 250 indivíduos dos Açores, que ocuparam a Colônia Agrícola de Santo Agostinho, onde atualmente se localiza o município de Viana. Posteriormente, chegaram imigrantes das regiões de Beira Litoral, Douro Litoral, Beira Alta, Alto Douro e Trás os Montes.

## Italianos
| Regiões de origem dos italianos entrados no Espírito Santo (1812-1900) | Regiões de origem dos italianos entrados no Espírito Santo (1812-1900) |
| ---------------------------------------------------------------------- | ---------------------------------------------------------------------- |
| Região                                                                 | Número de imigrantes                                                   |
| Vêneto                                                                 | 8.671                                                                  |
| Lombardia                                                              | 4.392                                                                  |
| Trentino-Alto Adige                                                    | 3.043                                                                  |
| Emilia-Romanha                                                         | 2.282                                                                  |
| Piemonte                                                               | 1.195                                                                  |
| Friuli-Venezia Giulia                                                  | 854                                                                    |
| De outras regiões                                                      | 1.686                                                                  |
| Não consta                                                             | 10.777                                                                 |
| Total                                                                  | 32.900                                                                 |

O Espírito Santo abriga uma das maiores colônias italianas do Brasil. Os imigrantes foram atraídos para o estado a fim de ocupar inicialmente a região das serras. Os imigrantes foram obrigados a enfrentar a mata virgem e foram abandonados pelo governo à própria sorte. A situação de miséria vivida por muitos colonos fez com que, em 1895, o governo italiano proibisse a emigração de seus cidadãos para o Espírito Santo. Devido ao isolamento de mais de um século, as colônias italianas do interior do Espírito Santo ainda mantêm costumes dos imigrantes e muitos dos descendentes ainda falam dialetos italianos.
No século XIX, entraram no estado 43.929 imigrantes, dos quais 32.900 eram italianos, ou seja, 75% do total. Cerca de 40% eram provenientes da região do Vêneto, 20% da Lombardia, 14% do Trentino-Alto Adige, 10% da Emília-Romanha, 5% do Piemonte, 4% do Friuli-Venezia Giulia, 2% das Marcas e 2% de Abruzzo, 1% da Toscana e 1% de Campânia e outro porcento de outras regiões.
Os italianos vêem-se muito presentes na vida da sociedade capixaba. Foram eles quem fundaram muitas das cidades, e há ainda vários grupos de dança típica italiana e festas de inspiração italiana, assim como muita influência culinária. Municípios como Alfredo Chaves, Venda Nova do Imigrante, Afonso Cláudio, Santa Teresa, Mimoso do Sul, Castelo, Alegre, Pancas, Muniz Freire, Marechal Floriano, Vargem Alta e Muqui são exemplos típicos. A parte da presença massiva de pratos de origem italiana na mesa capixaba, outros aspectos, como os sobrenomes, atividades como a fabricação de queijo, macarrão, vinho e as plantações de uva, nos lembram essa forte influência. Outro exemplo são pequenas propriedades agrícolas que hoje retornam às raízes italianas para promover o agroturismo, um mercado potencialmente lucrativo. A primeira colônia de imigrantes italianos do Brasil foi construída no Espírito Santo, no município de Santa Teresa, em 1875. Os italianos começaram a chegar em peso a partir de 1879, 50 anos após os alemães.
Segundo uma estimativa repetida em algumas fontes, entre 60 e 70% da população do Espírito Santo seria descendente de italianos. A historiadora Nara Saletto, todavia, faz uma crítica a esse dado. Segundo ela, não existe "qualquer informação sobre sua origem, as fontes em que se baseia, ou a metodologia utilizada". Outra historiadora, Maria Cristina Dadalto, vai mais longe e afirma que esse dado não passa de um "mito", pois não existe nenhuma pesquisa que comprove essa estimativa.

## Alemães
Outra notável presença no estado é a dos alemães, que foram dos primeiros a cultivar o solo mais distante da costa, começaram a chegar em 1847, fundando a vila de Santa Isabel, em Domingos Martins, onde foi construída a primeira Igreja Luterana com Torre da América Latina, a vila de Santa Isabel foi uma das primeiras colônias de imigrantes do Brasil. Assim como a comunidade italiana, ainda retém muitos aspectos da vida de antanho, como grupos de dança típicos e festas como a Sommerfest, em Domingos Martins, que também é de inspiração alemã.
| Regiões de origem dos alemães entrados no Espírito Santo (1812-1900) | Regiões de origem dos alemães entrados no Espírito Santo (1812-1900) |
| -------------------------------------------------------------------- | -------------------------------------------------------------------- |
| Região                                                               | Número de imigrantes                                                 |
| Pomerânia                                                            | 2.224                                                                |
| Renânia                                                              | 247                                                                  |
| Hesse                                                                | 240                                                                  |
| Prússia                                                              | 226                                                                  |
| Saxônia                                                              | 194                                                                  |
| Outras regiões                                                       | 351                                                                  |
| Total                                                                | 3.933                                                                |
| Não consta                                                           | 451                                                                  |

Outro grupo próximo ao alemão é o pomerano, que originalmente veio de uma região entre a Alemanha e Polônia, que sofria com a pobreza e com as invasões polonesas e prussianas. A principal atividade dos pomeranos é a agricultura, eles se concentram em Santa Maria de Jetibá, e mantém muito de sua cultura e idioma preservados, seu idioma, o pomerano, tem como um dos últimos refúgios o estado, onde em cidades bilíngües é usado como língua mais falada pelos habitantes, sendo até ensinado nas escolas, juntamente com o português.
No século XIX, entraram no Espírito Santo 3.933 alemães e foi computada a entrada de 79 alemães a partir do ano de 1900, totalizando a entrada de 4.012 indivíduos. Embora contados como "alemães", a maioria desses indivíduos eram provenientes da então província da Pomerânia, principalmente da parte oriental daquela província, das cidades de Belgard, Greifenberg, Kolberg (Kołobrzeg), Kowak, Labes (Łobez), Regenwald e arredores. Essa região, desde a Segunda Guerra Mundial, passou a fazer parte da Polônia.
Um número considerável de imigrantes também era originário da região da Renânia, sobretudo das montanhas do Hunsrück, no vale do rio Reno. Dos alemães que foram para o Espírito Santo, 63% eram oriundos da Pomerânia, 7% da Renânia e 7% de Hesse, 6% da Prússia e 6% da Saxônia, 3% da Vestfália, 2% de Baden e 2% de Brandemburgo, 1% da Baviera e outro porcento de outras regiões.
Esse número reduzido de alemães que imigrou para o Espírito Santo a partir do ano de 1847 se multiplicou e deu origem a uma quantidade considerável de descendentes. Segundo estimativas do historiador Jean Roche, no ano de 1930, havia 30 mil descendentes de alemães no estado (cerca de 4% da população total), número que saltou para 70 mil indivíduos em 1961 (aproximadamente 5% da população capixaba).

## Outras etnias
Também é notável a presença no Espírito Santo de outras etnias, como a dos poloneses, no município de Águia Branca, dos suíços, espalhados pelo estado, sobretudo na região serrana, entre Santa Leopoldina e Santa Maria de Jetibá, dos austríacos, vindos da região do Tirol, conhecidos também como tiroleses, vivendo em Santa Leopoldina, e de um pequeno grupo de belgas, neerlandeses, luxemburgueses e libaneses, que habitam principalmente o município de Guarapari.
Os espanhóis também imigraram em quantidade considerável para o estado no século XIX. Entre 1812 e 1900, foi computada a entrada de 2.620 indivíduos espanhóis no Espírito Santo, colocando-os em terceiro lugar em entradas no estado, perdendo somente para os italianos e alemães. Em relação à região de origem, eram sobretudo da Andaluzia, embora houvesse também indivíduos de Valência, Múrcia e Estremadura.